# Johnius carutta
Johnius carutta es una especie de pez de la familia Sciaenidae en el orden de los Perciformes.

## Morfología
• Los machos pueden llegar alcanzar los 30 cm de longitud total.

## Alimentación
Come peces pequeños e invertebrados.

## Hábitat
Es un pez de clima tropical y demersal que vive hasta los 40 m de profundidad.

## Distribución geográfica
Se encuentra desde el Pakistán hasta la costa occidental de la Península de Malaca.

## Uso comercial
Es vendido fresco y en salazón en mercados locales.

## Observaciones
Es inofensivo para los humanos.